# Понятівська сільська рада
Поняті́вська сільська́ ра́да — колишня адміністративно-територіальна одиниця та орган місцевого самоврядування в Роздільнянському районі (поділ 1930-2020) Одеської області. Адміністративний центр — село Понятівка.
Дата ліквідації АТО — 17 липня 2020 року.

## Загальні відомості
Понятівська сільська рада була утворена в 1945 році.
- Територія ради: 66,494 км²
- Населення ради: 1 060 осіб (станом на 2001 рік)

## Історія
Населення Понятовської сільради Тарасо-Шевченківського району Одеської округи Одеської губернії на початку 1924 року становило 3105 осіб.
Станом на 1 вересня 1946 року до складу Понятовської сільської ради входили: с. Кошари, с. Понятівка, х. Голикова, х. Лезовий.
На 1 травня 1967 року до складу Понятівської сільської ради входили: с. Понятівка, с. Балкове, с. Голикове, с. Кошари, с. Лозове. На території сільради було 2 радгоспи «Комуніст» (господарський центр — Кошари) та «Роздільнянський» (Понятівка).
Виконавчий комітет Одеської обласної ради народних депутатів рішенням від 22 травня 1989 року вніс в адміністративно-територіальний устрій Роздільнянського району зміни утворивши Кошарську сільраду з центром в селі Кошари і сільській раді підпорядкував село Лозове Понятівської сільради.
Відповідно до розпорядження КМУ № 623-р від 27 травня 2020 року «Про затвердження перспективного плану формування територій громад Одеської області» Понятівська сільська рада як АТО разом ще з 9 сільрадами і 1 міською радою району ввійшла до складу спроможної Роздільнянської міської громади.
Сільрада як ОМС реорганізована з 10 грудня 2020 року шляхом приєднання до Роздільнянської міської ради.

## Населені пункти
Сільській раді були підпорядковані населені пункти:
- с. Понятівка
- с. Балкове

## Населення
Згідно з переписом УРСР 1989 року чисельність наявного населення сільської ради становила 2168 осіб, з яких 997 чоловіків та 1171 жінка.
За переписом населення України 2001 року в сільській раді мешкали 1044 особи.

### Мова
Розподіл населення за рідною мовою за даними перепису 2001 року:
| Мова       | Відсоток |
| ---------- | -------- |
| українська | 93,68 %  |
| російська  | 3,49 %   |
| молдовська | 2,17 %   |
| болгарська | 0,57 %   |
| білоруська | 0,09 %   |

## Склад ради
Рада складається з 16 депутатів та голови.
- Голова ради:

### Керівний склад попередніх скликань
| Прізвище, ім'я, по батькові | Основні відомості                                     | Дата обрання | Дата звільнення |
| --------------------------- | ----------------------------------------------------- | ------------ | --------------- |
| Греков Микола Васильович    | Сільський голова, 1950 року народження, позапартійний | 26.03.2006   | 31.10.2010      |

Примітка: таблиця складена за даними сайту Верховної Ради України

### Депутати
За результатами місцевих виборів 2010 року депутатами ради стали:

#### За суб'єктами висування
| Суб'єкт висування | Кількість обраних депутатів | %    |
| ----------------- | --------------------------- | ---- |
| Партія регіонів   | 7                           | 43,8 |
| Самовисування     | 5                           | 31,3 |
| Народна партія    | 4                           | 25   |

#### За округами
| № округу        | Прізвище, ім'я, по батькові      | Дата визнання обраним | Освіта  | Партійна приналежність | Відомості про обраного депутата                       |
| --------------- | -------------------------------- | --------------------- | ------- | ---------------------- | ----------------------------------------------------- |
| Народна Партія  |                                  |                       |         |                        |                                                       |
| 6               | Олійник Людмила Володимирівна    | 05.11.2010            | вища    | позапартійна           | загальноосвітня школа с. Понятівка, вчитель           |
| 7               | Баліцький Олександр Вікторович   | 05.11.2010            | середня | позапартійний          | тимчасово не працює                                   |
| 13              | Онищенко Олег Вікторович         | 05.11.2010            | середня | член Народної партії   | м. Одеса «Парітет», охоронець                         |
| 15              | Дибченко Людмила Миколаївна      | 05.11.2010            | середня | позапартійна           | тимчасово не працює                                   |
| Партія регіонів |                                  |                       |         |                        |                                                       |
| 1               | Крикун Ірина Миколаївна          | 05.11.2010            | середня | позапартійна           | Понятівська сільська рада, начальник ВОЗ              |
| 2               | Поліщенко Марья Василівна        | 05.11.2010            | вища    | позапартійна           | Понятівська сільська рада, бухгалтер                  |
| 3               | Олєйник Людмила Євгеніївна       | 05.11.2010            | вища    | член Партії регіонів   | загальноосвітня школа с. Понятівка, вчитель           |
| 4               | Коваль Надія Михайлівна          | 05.11.2010            | середня | член Партії регіонів   | загальноосвітня школа с. Понятівка, тех. працівник    |
| 5               | Гаврилюк Марія Василівна         | 05.11.2010            | середня | позапартійна           | Понятівська сільська бібліотека, бібліотекар          |
| 8               | Дурдук Тетяна Олексіївна         | 05.11.2010            | середня | член Партії регіонів   | Понятівська фельдшерсько-акушерський пункт, санітарка |
| 16              | Овчиннікова Лариса Володимирівна | 05.11.2010            | середня | позапартійна           | Балківський клуб, завідувачка                         |
| Самовисування   |                                  |                       |         |                        |                                                       |
| 9               | Вершигора Олександр Васильович   | 05.11.2010            | середня | позапартійний          | фельдшерсько-акушерський пункт с. Балкове, фельдшер   |
| 10              | Махлайчук Валерій Олександрович  | 05.11.2010            | середня | позапартійний          | ТОВ «Обрій», начальник дільниці автопарку             |
| 11              | Підкопай Леонід Васильович       | 05.11.2010            | середня | позапартійний          | тимчасово не працює                                   |
| 12              | Теслюк Любов Михайлівна          | 05.11.2010            | середня | позапартійна           | Понятівська пошта, листоноша                          |
| 14              | Марченко Федір Васильович        | 05.11.2010            | середня | позапартійний          | територіальний центр, соціальний працівник            |